# Colonia el Granjeno
Colonia el Granjeno är en ort i Mexiko.   Den ligger i kommunen Morelos och delstaten Michoacán de Ocampo, i den centrala delen av landet, 250 km väster om huvudstaden Mexico City. Colonia el Granjeno ligger 2 290 meter över havet och antalet invånare är 178.
Terrängen runt Colonia el Granjeno är kuperad. Runt Colonia el Granjeno är det ganska tätbefolkat, med 96 invånare per kvadratkilometer. Närmaste större samhälle är Puruándiro, 13,7 km nordväst om Colonia el Granjeno. I omgivningarna runt Colonia el Granjeno växer huvudsakligen savannskog.